# Montbonnot-Saint-Martin
Montbonnot-Saint-Martin is een gemeente in het Franse departement Isère (regio Auvergne-Rhône-Alpes). De plaats maakt deel uit van het arrondissement Grenoble. Montbonnot-Saint-Martin telde op 1 januari 2022 5.554 inwoners. 

## Geografie
De oppervlakte van Montbonnot-Saint-Martin bedroeg op 1 januari 2022 6,38 vierkante kilometer; de bevolkingsdichtheid was toen 870,5 inwoners per km².

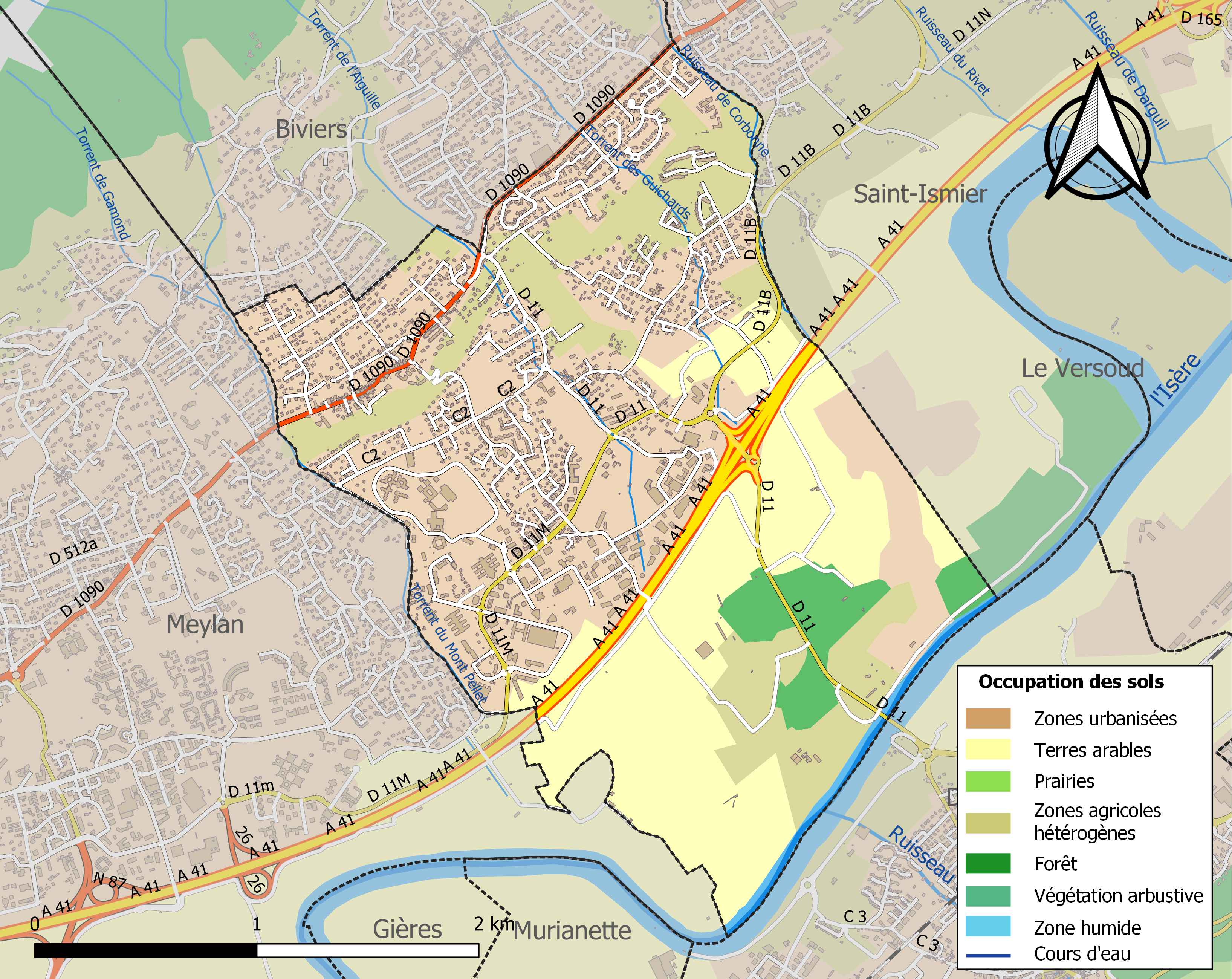
Kaart van de gemeente met de belangrijkste infrastructuur, bodemgebruik en omliggende gemeenten

## Demografie
Onderstaande figuur toont het verloop van het inwonertal (bron: INSEE-tellingen).